# St. Francis (Dakota del Sud)
St. Francis è un comune degli Stati Uniti d'America, situato in Dakota del Sud, nella contea di Todd.